# 阿尔托马
阿尔托马，使用于芬兰的芬蘭語姓。以下知名人物使用此姓：
- 安娜·阿尔托马（1977年12月26日－），芬兰职业冰球运动员。